# Blanca de Lancaster
Blanca de Lancaster (25 de març de 1342 - 12 de setembre de 1369) va ser una noble anglesa, filla del primer Duc de Lancaster Enric de Grosmont i la seva esposa Isabel de Beaumont. Nasqué al castell de Bolingbroke, a Lincolnshire.
El 19 de maig de 1359 Blanca esposà a Joan de Gant, fill del rei Eduard III d'Anglaterra i Felipa d'Hainaut. A la mort del seu pare sense descendència masculina, el 1361, el títol de Duc de Lancaster es va extingir. Però al morir la germana gran de Blanca, es va nomenar al seu marit comte de Lancaster i, més endavant, duc de Lancaster en una segona creació del ducat.
El 1369 la tercera ona de pesta bubònica que va afectar Anglaterra va posar fi a la vida de Blanca de Lancaster. Quan vint-i-cinc anys després va morir Joan de Gant, va ser enterrat al seu costat a la Catedral de Sant Pau de Londres.

## Descendència
La descendència de Blanca amb Joan de Gant va ser:
- Felipa de Lancaster (1360 - 1415). Reina consort de Joan I de Portugal.
- Joan Plantagenet (1362 - 1365).
- Elisabet Plantagenet (1364 - 1425). Casada en primeres núpcies amb Joan Hastings (comte de Pembroke), en segones amb Joan Holland (duc d'Exeter) i en terceres amb Joan Cornwall (Baró Fanhope).
- Eduard Plantagenet (1365 - 1368).
- Enric IV d'Anglaterra (3 d'abril de 1367 - 20 de març de 1413). Conegut com a Enric Bolingbroke.
- Isabel Plantagenet: (1368 - ?). Morí jove.